# Từ Dụ
Nghi Thiên Chương Hoàng hậu (chữ Hán: 儀天章皇后; 20 tháng 6 năm 1810 - 22 tháng 5 năm 1901) là thuỵ hiệu (được truy tôn sau khi qua đời) của một mệnh phụ nhà Nguyễn trong lịch sử Việt Nam, vốn là Quý phi của Hoàng đế Thiệu Trị, mẹ ruột của Hoàng đế Tự Đức. Khi còn sống, bà chưa từng lên ngôi hoàng hậu nhưng lần lượt được tôn làm hoàng thái hậu rồi thái hoàng thái hậu, khi qua đời bà được truy tôn làm hoàng hậu. Bà thường được biết đến với tôn hiệu là Từ Dụ thái hậu (慈裕太后).
Bà được xem là đức thánh cô của kinh thành Huế từ lúc trở thành Hoàng thái hậu dưới triều vua Tự Đức năm 1847 cho đến khi băng thệ vào năm 1901 dưới thời Thành Thái.
Danh hiệu của bà được đặt cho bệnh viện phụ sản lớn nhất ở Thành phố Hồ Chí Minh là Bệnh viện Từ Dũ.

## Tiểu sử
Từ Dụ có tên húy là Hằng (姮), tên tự là Nguyệt (月),Thường (嫦) hoặc Hào (浩), sinh vào ngày 19 tháng 5 năm Canh Ngọ (tức ngày 20 tháng 6 năm 1810), xuất thân từ dòng họ Phạm Đăng thị (范登氏) tại giồng Sơn Quy (Gò Rùa), huyện Tân Hòa, tỉnh Gia Định, về sau thuộc khu vực ngoại thành thị xã tỉnh lỵ Gò Công thuộc tỉnh Gò Công, ngày nay là thành phố Gò Công thuộc tỉnh Tiền Giang. Bà là con gái lớn của Lễ bộ thượng thư Đức Quốc công Phạm Đăng Hưng, mẹ là Đức Quốc phu nhân Phạm thị.
Theo Đại Nam liệt truyện, các đời trước của bà được truy phong:
- Cao tổ là Phạm Đăng Tiên (范登僊) truy tặng làm Trung Thuận đại phu Hàn Lâm viện Thị độc Học sĩ, tước Mỹ Khánh tử (美慶子), thụy là Đoan Xác (端慤). Chính thất là Bùi thị làm Đoan Cung Cung nhân (端恭恭人).
- Tằng tổ là Phạm Đăng Doanh (范登瀛) truy tặng làm Gia Nghị đại phu Hàn Lâm viện Chưởng viện Học sĩ, tước Bình Thạnh bá (平盛伯), thụy là Cẩn Lượng (謹亮). Chính thất là Trương thị làm Đoan Hoà Thục nhân (端和淑人).
- Tổ phụ là Phạm Đăng Long (范登龍) truy tặng làm Từ Thiện đại phu Lại bộ Thượng thư, tước Phúc An hầu (福安侯), thụy là Trang Nghị (莊毅). Chính thất là Phan thị làm Đoan Khiết phu nhân (端潔夫人).
- Thân phụ là Phạm Đăng Hưng phong làm Đặc Tiến Vinh Lộc đại phu, Thái bảo, Cần Chính điện Đại học sĩ, tước Đức Quốc công (德國公). Chính thất là Phạm thị được phong Đoan Từ Đức Quốc nhất phẩm phu nhân (端慈德國一品夫人).

Lúc nhỏ bà được ghi nhận là thích đọc sách, thông kinh sử, có đức hiền. Đến năm 12 tuổi, khi mẹ bà là Phạm Phu nhân lâm bệnh nặng, chỉ thích nằm một mình, tất cả người nhà không ai được gần gũi hầu hạ, bà ngày đêm hầu hạ cơm thuốc, không rời bên cạnh. Đến khi Phu nhân chết, bà ngày đêm kêu khóc, giữ tang thương xót chẳng nghĩ gì thêm, như người đã trưởng thành, xa gần nghe biết đều khen là lạ. Năm 14 tuổi, Bà Nhân Tuyên thái hậu nghe tiếng hiền, tuyển bà làm Phủ thiếp (府妾) cho Hoàng trưởng tử Nguyễn Phúc Miên Tông, con trưởng của Minh Mạng. Bà rất được Hoàng thái hậu và vua Minh Mạng yêu mến.
Năm 15 tuổi, bà sinh con gái đầu lòng là Diên Phúc Công chúa Nguyễn Phúc Tĩnh Hảo (延福公主阮福靜好). Năm sau, bà lại sinh Hoàng nữ thứ hai là Nguyễn Phúc Uyên Ý (阮福淵懿). Công chúa Uyên Ý sinh ra năm Minh Mạng thứ 7, nhưng 3 tuổi lại chết non.
Ngày 25 tháng 8 năm Kỷ Sửu (tức 22 tháng 9 năm 1829), bà sinh người con thứ ba là trai, đặt tên là Nguyễn Phúc Thì, sau đổi tên thành Nguyễn Phúc Hồng Nhậm (阮福洪任), tức Tự Đức Hoàng đế sau này.

## Quý phi
Năm 1841, Thiệu Trị Hoàng đế lên ngôi, thứ bậc nội cung chưa định, bà và những thị thiếp khác chỉ được gọi chung là Cung tần (宮嬪). Tới năm Thiệu Trị thứ 2 (1842), nhân có việc bang giao, Hoàng đế ngự giá Bắc tuần, bà được sung theo hầu. Khi ấy Cung tần theo hầu rất ít, bà ngày đêm hầu hạ bên cạnh, những ấn báu, vật làm tin, đều giao cho bà giữ cả. Theo sử nhà Nguyễn, bà là người đoan trang, nhàn nhã, nghiêm túc, cử chỉ độ lượng, lại thường khuyên răn các cung nhân chăm công việc nên được sung chức Thượng nghi (尚服), đồng thời nhiếp quản coi sóc Lục thượng.
Năm Thiệu Trị thứ 3 (1843) tháng 4, bà được phong Nhị giai Thành phi (二階誠妃), đứng đầu các tước Phi thuộc hàng nhị giai. Sách văn rằng:
| “                     | Kinh Dịch có quẻ Gia Nhân, nên đức tốt về lễ độ trinh chính, kinh Lễ có thiên Nội Tắc, tỏ đạo cả về thứ bậc luân thường. Chọn ngày tốt lành, ban ra sắc mệnh. Nghĩ nay Cung tần Phạm thị, văn phép vốn nếp nhà dòng dõi, phong tư như chất ngọc trắng trong, kính sửa túi khăn, khi tiềm để đã lâu tin tức tốt, đông nhiều con cháu, chốn khuê phòng đều mát mẻ gió hòa. Đoan trang nối sánh tiếng hay, chăm kính thêm dày nết tốt. Kịp khi trẫm lên ngôi báu, gây khuôn mẫu cho phong hóa buổi đầu tiên, đến nay định lại cung giai, cần nêu khen người đức hiền thêm rạng rỡ. Đã xét điển cũ, ban cho trật tôn. Nay tấn phong nàng làm Thành phi, nàng nên nhận lấy xưng hiệu mới vẻ vang, chăm lo công việc trong khuê khổn. Kính theo khuôn phép, nhớ trong lòng chớ sai, lâu chịu ơn vinh, mãi về sau không hết | ” |
| — Đại Nam liệt truyện | |   |

.
Tháng 1 năm Thiệu Trị thứ 6 (1846), bà được phong làm Nhất giai Quý phi (一階貴妃), đứng đầu các tước Phi thuộc hàng nhất giai. Vì Thiệu Trị không lập hậu, nên chức Quý phi của bà là cao nhất trong các bà vợ. Vua sai các đại thần Vũ Xuân Cẩn, Tạ Quang Cự dâng kim sách đến tuyên phong. Sách văn rằng:
| “                     | Trẫm nghĩ nguồn gốc cây nên phong hóa, trị nước cốt ở nghiêm sửa trong nhà, triều đình ban xuống ân vinh, trước người nhà sau mới đến người khác. Ngày tốt đã hợp, sắc phong ban ra. Nghĩ nay Thành phi Phạm thị, nghi lễ nhà dòng, đoan trang nết tốt, như ngọc trong sáng, nên khuôn hòa kính, cung giai 9 bậc đứng đầu, đông nhiều con cháu, đầm ấm khí hòa, phong hóa nhị nam gây mới. Phụng dưỡng giữ đạo trong khuê khổn, hòa vui hả dạ cung Từ Ninh, tuổi hoa bốn chục xanh tươi, phần hưởng thụ còn nhiều phúc lớn đức tốt sáu cung tiêu biểu, điển bao phong xứng vẽ áo thêu. Đã xét điển thường, ban cho danh tốt. Nay tấn phong nàng làm Quý phi. Nàng nên kính vâng ân mệnh, giữ đạo cung vi; để dạ chớ quên, đức hòa nhu dùng làm khuôn mẫu; hưởng phúc không chán, ơn bao vinh rộng mãi lâu dài | ” |
| — Đại Nam liệt truyện | |   |

.
Bấy giờ, khi có quan lại gì tâu lên vua Thiệu Trị, bà đều ghi nhớ, đến khi ông hỏi đến bà đều y thế mà thuật lại, không sai một chữ. Bà được Thiệu Trị yêu quý, không gọi tên của bà mà chỉ gọi là Phi. Khi Hoàng đế ngự ở Khâm Văn điện nghe chính sự cùng các cơ mật đại thần, Quý phi được lệnh ở sau rèm nghe những lời tâu của các quan. Khi rảnh rỗi, Thiệu Trị cũng thường hay nghe lời bà khuyên giải mà đưa ra quyết định.
Trong Hậu cung, Quý phi chăm lo cho tất cả các Hoàng tử, Hoàng nữ, không phân biệt con ai, tất cả đều xem bà là mẹ đích. Ở trong cung, bà đều nhớ hết ngày sinh tháng đẻ của tất cả các Hoàng tử Công chúa. Tiếng hiền trong cung đồn xa, ai nấy đều nể phục bà.
Đầu năm 1847, Thiệu Trị bệnh nặng và mất. Trong thời gian vừa bệnh, bà ngày đêm hầu thuốc thang không nghỉ. Khi ông gần mất, mọi việc về sau đều bí mật phó thác cho bà, ông lại dụ các quan rằng: "Quý phi là nguyên phối của trẫm, là người phúc đức hiển minh, giúp ta coi công việc trong cung cấm đã 7 năm. Nay ý trẫm muốn lập làm Hoàng hậu chính ngôi trong cung, tiếc vì việc không làm kịp mà thôi".

## Thái hậu Nhà Nguyễn
Năm 1847, Thiệu Trị mất, con bà là Hoàng tử thứ 2 Hồng Nhậm được chọn nối nghiệp, tức Tự Đức. Lên ngôi, Tự Đức nhiều lần ngỏ ý định tấn tôn cho mẹ, nhưng bà chối từ mấy lượt. Mãi đến ngày 15 tháng 4 năm Tự Đức thứ 2 (tức 7 tháng 5 năm 1849), nhân dịp khánh thành Gia Thọ cung, bà mới thuận nhận Kim bảo (kim sách & kim ấn) và tôn hiệu là Hoàng thái hậu, giúp Hoàng đế Tự Đức việc chính sự.
Sau này vì quá thương nhớ chồng là vua Thiệu Trị, vì khóc nhiều khiến bà bị bệnh ở mắt.

## Thái hoàng Thái hậu nhà Nguyễn

### Sự kiện Tứ nguyệt Tam vương
Tháng 6 năm Quý Mùi (1883), Tự Đức qua đời, để di chiếu tôn bà làm Từ Dụ Thái hoàng thái hậu (慈裕太皇太后). Nhưng vì việc nước lắm rối ren, qua các đời Dục Đức, Hiệp Hòa và Kiến Phúc, các vị vua này đều bị phế truất liên tiếp nên đều không kịp tôn phong.
Người nối ngôi được Tự Đức chỉ định là Hoàng tử Ưng Chân, người con nuôi lớn tuổi nhất, tức là vua Dục Đức. Tuy nhiên vua Dục Đức không được lòng 2 viên phụ chính là Nguyễn Văn Tường cùng Tôn Thất Thuyết. Nhân trong di chiếu của Tự Đức có đoạn chê bai tính cách của tự quân, mà Dục Đức và Phụ chính Trần Tiễn Thành đọc đoạn ấy nhỏ đi không ai nghe rõ, hai ông Tường, Thuyết chớp cơ hội kể tội nhà vua rồi xin lập vua khác. Trần Tiễn Thành và các hoàng thân đều khiếp sợ, không dám làm trái và cùng ký tên vào tờ hạch tội, tâu xin ý chỉ của bà Từ Dụ (lúc này đã là Thái hoàng Thái hậu) truất để truất phế Tự quân. Được sự chuẩn y của bà, vua Dục Đức đã bị phế chỉ 3 ngày sau khi lên ngôi.
Các quan lại tranh nhau việc lập Tân đế. Ông Tường muốn lập Hoàng tử thứ 3 Ưng Đăng mới 14 tuổi, còn ông Thuyết muốn lập em vua Tự Đức là Lãng quốc công Hồng Dật. Văn Tường tranh không nổi, đành phải dâng biểu lên Thái hoàng Thái hậu xin lập vua lớn tuổi. Bà truyền rằng
| “       | Hiện nay trong thì lo về vua mới mất, ngoài thì lo có giặc ngoại xâm, người ít tuổi thực không đương nổi. Nhưng thân này già cả, sao biết được, phần nhiều nhờ Tôn nhân, Phụ chính, đình thần, cùng nhau chọn trong các Hoàng đệ ai nên lập thì lập lên làm vua. | ” |
| — Từ Dụ | |   |

Cuối cùng Lãng quốc công được chọn, đó là vua Hiệp Hòa. Bốn tháng sau, đến lượt Hiệp Hòa bị phế vì mâu thuẫn với 2 viên Phụ chính, và Hoàng tử thứ 3 lại được lên ngôi thành vua Kiến Phúc, việc này về mặt danh nghĩa vẫn theo ý chỉ của bà Thái hoàng Thái hậu.

### Xuất bôn
Năm 1885, vua Hàm Nghi kế vị vua Kiến Phúc, ông mới có thể làm lễ tấn tôn Thái hoàng Thái hậu cho bà theo di chiếu (có nghĩa là trước đó bà vẫn được gọi là Thái hoàng Thái hậu, có điều chưa làm nghi thức mà thôi). Cũng ngay năm đó, sau lễ tấn tôn trên, phe chủ chiến trong triều đình tấn công quân Pháp ở đồn Mang Cá, rồi người Pháp phản công, quân nhà Nguyễn đại bại. Đó là Trận Kinh thành Huế 1885. Cả triều đình, đứng đầu là Thái hoàng thái hậu cùng với hai bà vợ của Tự Đức là Thái hậu họ Vũ và Thái phi Nguyễn Văn Thị Hương (tức Học phi của Tự Đức), được gọi là Tam cung (三宮), đã bỏ chạy ra Khiêm cung để lánh nạn, để Nguyễn Văn Tường đi hòa giải với người Pháp, còn Tôn Thất Thuyết ép bà đi đến Trường Thi, theo hầu là bà Hoàng thái hậu (tức Hoàng quý phi Vũ thị của Tự Đức vừa được tấn tôn) cùng Lễ tân họ Nguyễn Nhược, rồi lại đến Quảng Trị, trú tất tại hành cung.

### Bỏ Hàm Nghi lập Đồng Khánh
Ngày 3 tháng 6 âm lịch, Thái hoàng thái hậu vì không muốn theo triều đình Hàm Nghi ra Quảng Trị chống Pháp, bèn dời trở về Khiêm cung. Lúc đấy Hàm Nghi vẫn còn chống quân Pháp ở bên ngoài, bà đã đem việc nội chính giao cho Thọ Xuân Vương Nguyễn Phúc Miên Định quản lý, gọi là Nhiếp chính vương, nhưng căn bản đều phải thông qua ý chỉ của Tam cung bên trong.
Ngày 27 tháng 6 âm lịch, chính quyền Pháp trao trả kinh thành Huế lại cho triều đình, và mời Tam cũng trở lại Huế. Bấy giờ, Thọ Xuân Vương cùng Phan Đình Bình, Nguyễn Hữu Độ bàn luận với các quan Pháp đưa Kiên Giang quận công Chánh Mông, con nuôi vua Tự Đức đồng thời là anh của Hàm Nghi lên ngôi thay vua Hàm Nghi, tức Đồng Khánh. Điều này cũng được sự chuẩn y của bà.
Sau khi được người Pháp mời về cung, bà đã xuống dụ bố cáo toàn dân trong nước về đại ân của người Pháp và kêu gọi mọi người về với triều đình (dưới sự bảo hộ của Pháp), phế vua Hàm Nghi xuống làm công tước. Lời bố cáo như sau
| “       | Vua một nước là thần dân chủ tế Muôn việc đều quan hệ dám đâu khinh Đại Nam ta với Đại Pháp triều đình Tình kết hảo bấy lâu nay chả dối Hơn hai chục năm trường bề khúc nổi Ngởi xỉ thần điền mối thảy bền an Bị nghịch thần tên Thuyết nhá sanh đoan Nên xã tắc miếu đường kinh hãi thế Hoàng đế đã tẩu bôn lìa giá bệ Mụ phận già nào kể sự tồn vong Đoái kinh đô giọt lụy nhỏ ròng ròng Nhìn cung khuyết tấm lòng thêm tủi thảm Ơn Đại Pháp hãy tưởng niềm lân quốc Khéo điều đình cho bất thất cựu qui Những bao nhiêu chế độ với trào nghi Đều mỗi mỗi cứ y theo lệ cổ Trả thành quách lại gia công bảo hộ Lập tân quân suất thố thảy vương thần Mụ cảm tình Đại Pháp thiệt nhơn ân Nước đã mất mà trùng tân hưng phục Kiên Giang quận trưởng thành thêm trí túc Cũng phải trang cửu ngũ bực ngôi tôn Thuận hai bên hòa hảo ý ôn tồn Thương nghị đã lưỡng bên vô để ngộ Hàm Nghi đế mai sau như phản bộ Thời tập phong công tước phận dầu cam Rứa đã yên đất Bắc với trời Nam Tiên hoàng đế ở trên linh thỏa thiếp Mụ cũng đặng thuốc thang cơn điều nhiếp Dưỡng phận già suy mộ lúc tàng niên Lời dụ ta đâu đó khắp rao truyền Tôi con phải khâm tuân không khá trái | ” |
| — Từ Dụ | |   |

Theo Nguyễn Liên Phong, dù đã có chỉ dụ này, nhưng các thân hào dựng cờ khởi nghĩa, không chịu bảo hộ, chỉ biết đức Hàm Nghi chẳng biết đức Đồng Khánh, người Pháp phải vừa chiêu dụ vừa đàn áp mới dập tắt hết được, đó chính là phong trào Cần vương.

### Những năm cuối đời
Năm 1887, hoàng đế tấn tôn mỹ hiệu cho bà là Từ Dụ Bác Huệ Thái hoàng Thái hậu (慈裕博惠太皇太后). Năm 1889, vua Thành Thái nói ngôi, nhân dịp mừng bà thọ 80 tuổi, bà được Thành Thái dâng tôn hiệu là Từ Dụ Bác Huệ Khang Thọ Thái thái hoàng thái hậu (慈裕博惠康壽太太皇太后).
Năm Thành Thái thứ 11 (1900), bà thọ khánh 90 tuổi, cũng vừa năm ấy vua có Hoàng tử thứ 3 là Vĩnh Trân, theo thứ bậc là cháu chít của bà (dù không cùng huyết thống). Vua bèn đích thân ẵm Hoàng tử đến cung của bà làm lễ mừng "ngũ đại đồng đường". Bà được mô tả là vui mừng hợp ý, ban thưởng cho vua rất nhiều.

### Qua đời và an táng
Năm 1901, mùng 5 tháng 4 (tức 22 tháng 5 năm 1901), Thái thái hoàng thái hậu qua đời, thọ 91 tuổi
Vua truyền đem tin quốc hiếu bố cáo cho trong ngoài, nói:
| “ | Ngày 27 tháng trước Thánh tằng tổ mẫu Từ Dụ Bác Huệ Khang Thọ Thái thái hoàng thái hậu ta thánh cung không khỏe, trẫm hầu bệnh sớm tối khẩn cầu cung Dao tụ phúc, ngày càng khỏe mạnh, để an ủi lòng tôn thân của thần thứ. Đến giờ Mão ngày 5 tháng này linh giá thăng hà, nhớ lại đức tốt, kính ngưỡng từ huy, kêu trời khóc đất, thương xót khôn xiết. Duy quốc gia lấy hiếu trị dân, điển lễ rất trọng, các việc nghi thức tang phục cần làm giao cho bộ Lễ kê tra điển lệ nêu rõ từng khoản bàn kỹ tâu lên chờ chỉ thi hành. | ” |

Ngày Tân sửu (ngày 6), đặt án cúng ở cung Gia Thọ, mỗi ngày tế điện ba lần. Hôm ấy tế điện buổi sáng, vua đích thân tới làm lễ, trở đi sai tôn tước luân phiên làm lễ.
Ngày Nhâm tuất (ngày 27) xây dựng sơn lăng. Trước là trong niên hiệu Tự Đức đã cho xây thạch thất huyền cung và thành gạch ba mặt trong Vạn niên đại cát cục bên trái Xương lăng (ở sơn phận xã Cư Chính huyện Hương Trà), đều đã xây xong, đến lúc ấy vua cử Thống chưởng Nhất vệ kinh binh Nguyễn Phúc Hồng Đơn đi chỉnh lý đôn đá giường đá và tường thành, tuân chiểu quy thức lăng Hiếu Đông mà làm.
Tháng 5, đem ngày ninh lăng bố cáo cho trong ngoài. Ngày Giáp tuất (ngày 10) tháng 05 âm lịch, triều đình Huế dâng tôn thụy cho Thái Thái Hoàng thái hậu là Nghi Thiên Tán Thánh Từ Dụ Bác Huệ Trai Túc Tuệ Đạt Thọ Đức Nhân Công Chương hoàng hậu (儀天贊聖慈裕博惠齋肅慧達壽德仁功章皇后). Đến ngày Bính tuất (ngày 22) tháng 05 âm lịch, tức ngày 07 tháng 07 năm 1901 Dương lịch, triều đình cử hành đại lễ Ninh lăng cho bà. Ngày 19 đề thần vị ở thái điện tôn cung, hôm ấy khải cáo trước án cúng. Hôm sau hữu ty phóng bảy tiếng pháo, quan tài của bà được chuyển ra cung Gia Thọ, vua Thành Thái cùng Hoàng thái hậu đến đưa tiễn, rồi đưa quan tài về chôn ở huyền cung bên trái Xương lăng (lăng Thiệu Trị), đặt tên lăng là Xương Thọ, đặt bài vị của bà ở điện Lương Khiêm trong Khiêm lăng.
Hiện toàn thể khu lăng này tọa lạc tại chân một dãy núi thấp (núi Thuận Đạo), thuộc làng Cư Chánh, xã Thủy Bằng, huyện Hương Thủy, tỉnh Thừa Thiên (nay thuộc thành phố Huế), cách Kinh thành Huế chừng 8 km. Lễ xong, bài vị của bà được thờ ở Biểu Đức điện trong Xương Lăng, được thờ ở Thế Miếu trong Hoàng thành Huế.
Thông tin liên quan: Học giả Vương Hồng Sển cho biết khi cao tuổi, Thái hậu Từ Dụ bị mù lòa... Đến năm 1983, lăng mộ của bà bị 6 người trộm mộ đào phá, và đã lấy đi 18 (hay 19) báu vật. Sau khi bắt được người ăn trộm, thu hồi được số báu vật; thì người ta lại đem số các vật ấy đi "hóa nghiệm" theo quyết định của tòa án ngày 26 tháng 12 năm 1988, để sung vào công quỹ. Xem chi tiết trong bài "Khóc cho tuổi già vô dụng" của Vương Hồng Sển (Nửa đời còn lại. Nhà xuất bản Tổng hợp Thành phố Hồ Chí Minh, 2013), hay trong bài "Đâu rồi những báu vật của Nguyễn Đắc Xuân (báo Lao động số 15/90 đề ngày 29 tháng 4 năm 1990).

## Giai thoại

### Tha tội cho con gái nuôi
Đối với các con riêng của Thiệu Trị, bà cũng bỏ qua lỗi lầm của họ, như chuyện của Đồng Xuân Công chúa Gia Phúc, người con của bà Cung nhân họ Hồ nhưng nuôi được bà nuôi dưỡng trong cung từ bé. Sau này công chúa lấy chồng, bà sắm cho các đồ nữ trang y như con đẻ của mình vậy. Sau này Công chúa phạm tội tư dâm với anh trai là Gia Hưng công Hồng Hưu nên bị loại bỏ khỏi hoàng tộc và bị đổi tên là Hồ Thị Đốc theo họ mẹ đẻ. Sau này khi công chúa sắp mất, Hoàng thái hậu vẫn cho khôi phục danh dự.
Sử nhà Nguyễn chép lại, bà Từ Dụ có dáng điệu khoan thai, nghiêm túc và đoan trang, nếu chưa từng tiếp xúc nhiều người cảm thấy đáng sợ, có người lại cho là kiêu căng. Một trong những người đó đêm nằm mộng được thần nhân mách rằng: "Người ở chính giữa nhà trước, tức là Hoàng hậu, bọn ngươi rất ngu, chớ có khinh thường".

### Quan hệ với bà Lệnh phi
Nghi Thiên Chương Hoàng hậu vào cung cùng với Lệnh phi Nguyễn Thị Nhậm, con gái của Kinh Môn quận công Nguyễn Văn Nhơn. Lúc đó địa vị các phủ thiếp bị ảnh hưởng bởi chức tước của cha, và tước của ông Nhơn cao hơn ông Phạm Đăng Hưng nên bà Nhậm ở ngôi trên. Nhưng theo sử nhà Nguyễn, hai bà vẫn  
tình cảm như hai chị em, muôn phần yêu mến nhau.
Một hôm vua Minh Mạng ban cho hai người vợ đầu của Thiệu Trị (khi đó còn là Hoàng tử) là bà và bà Nhậm mỗi người một cái áo sa cổ thường thêu hoa vàng. Khi yết bái Nhân Tuyên Hoàng thái hậu, mỗi người được Thái hậu ban một chiếc cúc áo vàng, một cái chạm hình phượng, một cái chạm hình cành hoa, nhưng đều được bọc kín bằng bao đỏ, và Thái hậu hậu khấn rằng: "Ai được cúc áo chạm hình phượng, thì có con trước".
Rồi Thái hậu sai thị nữ đưa cho bà Hằng cùng bà Nhậm chọn bao, nhưng không được mở ra, để thế mà dâng lên, bà Hằng nhường bà Nhậm chọn trước. Khi mở ra, bà Nhậm được cúc chạm hoa, còn bà Hằng được cúc chạm phượng.

### Quan hệ với mẹ con Hồng Bảo
Khi Thiệu Trị chưa lên ngôi, một hôm, bà Hằng mộng thấy một thần nhân áo rộng đai to, đầu tóc bạc, lông mày trắng, mang một tờ giấy vàng viết chữ son có đóng dấu và một chuỗi minh châu trao cho, bảo là: "Xem đây để nghiệm về sau". Bà nhận lấy, rồi có thai.
Ngày 25 tháng 8 năm Kỷ Sửu (tức 22 tháng 9 năm 1829), bà Hằng sinh ra hoàng tử Nguyễn Phúc Thì, sau đổi là Nguyễn Phúc Hồng Nhậm, tức Tự Đức. Theo sử nhà Nguyễn thì hoàng đế Tự Đức là thần nhân phái xuống làm con bà vậy .
Trước khi bà sinh Tự Đức thì vua Thiệu Trị đã có người con lớn là Hồng Bảo. Trước kia Hồng Bảo còn bé, được ghi nhận là "hay làm chuyện bậy bạ trái phép", bà khi đó lấy tư cách vợ cả của Thiệu Trị mà hay gọi Hồng Bảo vào dạy dỗ như con của mình vậy. Nhưng Hồng Bảo tuy bên ngoài vâng dạ, song vẫn không làm theo lời dạy của bà.
Sau khi Tự Đức lên ngôi, Hồng Bảo căm giận vì mình là con trưởng mà không được lập, nên có mưu đồ lật đổ Tự Đức. Vua Tự Đức hay băn khoăn về việc này, và nhân một buổi đọc sách cho Thái hậu nghe, đến đoạn Hoài Nam vương Lưu Trường của nhà Hán oán hận vì bị vua anh là Hán Văn Đế kết tội, vua tự liên hệ với trường hợp của mình và Hồng Bảo. Thái hậu đã khuyên vua bỏ qua tình anh em, để trọng phép nước.
Mẹ của Hồng Bảo là Quý Tần Đinh Thị Hạnh, vì cớ Hồng Bảo mắc tội mà bị liên lụy. Nhưng Thái hậu luôn nhớ tình thân thuở trước nên thường sai nữ quan đi đến mộ bà Đinh Thị để cúng tế, đầy đủ nghi lễ.

### Sửa kịch bản vở tuồng
Một năm vào ngày sinh nhật của bà, có mời đoàn hát bội đến cung hát cho bà nghe. Tuồng hát khi đó là truyện Đuờng chinh tây, lớp Lê Ba tru huynh sát phụ, bà nói rằng
| “       | Bổn tuồng ấy khi trước Đức Cao hoàng hậu có coi hát một lần, đức bà có phán quở người đặt tuồng ấy, rằng: Người đặt truyện ấy thiệt là nhẫn tâm nghịch lý, đã đặt cho Lê Ba tài phép đến thế ấy, túng sử có chuyện chi gắp rút đi nữa, thòi tránh trúc cũng như chơi, đề chi đến nồi giết cha giết anh chẳng ra trò chi hết, người đặt truyện đã đặt bậy, ngưòi đặt tuồng cũng bậy theo luôn, chớ phải sửa lại đừng cho như vậy, mới là hiệp lý mà lại nhả quan. | ” |
| — Từ Dụ | |   |

### Xin miễn thuế cho dân
Trong bài Tượng đài sông Hương: Thái hậu Từ Dũ, nhà văn Hoàng Phủ Ngọc Tường viết:
Bà là người con gái đất Gò Công, lúc ban đầu vào Huế làm cung nữ hầu vua Thiệu Trị. Nhà vua ngự giá Bắc tuần, nàng theo giúp việc hàn mặc, nổi tiếng thông minh và linh hoạt... Nghe nói bà Từ Dũ còn là người đưa giống cá thát lát từ quê nhà ở Nam Bộ ra gây giống ở thành phố Huế; cá sinh sôi đến ngày nay đầy hồ đầy sông. Ở Huế bà nổi tiếng là một bà thái hậu rất thương dân. Hằng năm đến lễ mừng thăng cấp, mừng thọ của bà, bà đều tìm cách thoái thác hoặc trì hoãn, thực chất là sợ khổ dân...
Hồi ấy người Pháp cho bắc lại cây cầu Trường Tiền bằng sắt và bắt dân phải nộp thêm thuế, nói là lấy kinh phí làm cầu. Bà Từ Dũ tự nguyện thay mặt cho dân viết một lá đơn xin quan Tây miễn thuế...Trước đây, dân Huế có lưu hành bài vè "Bà Từ Dũ xin thuế cho dân". Nhân đức của bà đã đi vào lòng người là vậy...

### Chủ trương tiết kiệm
GS. Trịnh Vân Thanh, trong Thành ngữ điển tích danh nhân từ điển, cho biết:
Nhân lễ ngũ tuần, vua Tự Đức cùng đình thần dâng sớ khẩn thỉnh tấn tôn mỹ hiệu, bà dụ rằng:
"Ta đã được thiên hạ phụng sự, thì nên lo những việc thiên hạ đương lo. Năm nay chưa đặng mùa, nhân dân đều chưa được vui sướng, chính lúc Hoàng đế phải chăm lo, lòng ta nào nỡ thản nhiên.
"Vả lại tánh ta vốn kiệm ước chẳng chuộng phù hoa, không ngờ ngày nay hưởng được tôn vinh, ta thường e sợ, tu tỉnh chẳng rồi, huống chi còn gia thêm cho hư danh để ta còn nặng cái lỗi thất đức hay sao? Vậy thì sớ thỉnh ấy nên bãi đi, chỉ nguyện chư công và quần thần lo giúp chính trị, giáo dục thế nào cho ta được thấy thạnh trị thái bình, thì không chi vui bằng".
Lo lắng đến cuộc sống nhân dân, bà thường hỏi vua Tự Đức về việc đắt thất và dạy bảo những điều thiết thực về chính trị. Năm 1874, khi hay tin Pháp xâm chiếm toàn cõi Nam Kỳ và buộc triều đình Huế ký hòa ước nhượng địa, bà bỏ cả ăn uống, mặt ủ mày chau theo vận nước khuynh nguy...
Và trong bài viết "Hoàng Thái Hậu Từ Dũ: Một tấm gương sáng", đăng trên website tỉnh Tiền Giang:
Tính tình Hoàng Thái hậu Từ Dũ đoan chính, nhàn nhã, cử chỉ khiêm cung lễ độ, ở trong cung ai cũng cảm mến và quý trọng đức độ. Khi vua Thiệu Trị rảnh việc, đọc sách đến nửa đêm chưa ngủ, Bà vẫn thức hầu không biết mỏi mệt. Mỗi lần vua Tự Đức vào hầu, bà thường khuyên dạy và nhà vua ghi lại những lời nói ấy trong sách "Từ Huấn Lục".
Trong cuộc sống hằng ngày, bà rất tiết kiệm tiêu dùng và nghiêm khắc đối với sự lãng phí, xa hoa. Bà thẳng thắn phê phán tệ tham ô chức quyền trong triều chính và các địa hạt. Bà nói: "Từ xưa đến nay, quan lại chỉ một chữ tham mà chưa trừ được. Mọt nước hại dân cũng từ đó mà ra. Làm quan mấy năm vị nào cũng giàu có gấp bội. Của ấy không lấy của dân thì lấy ở đâu? Nên phải quyết trừ.".
Bà khuyên triều thần: "một sợi tơ, một hột gạo cũng đều là máu mỡ của dân, cho nên lãng phí đã không ích gì, mà lại đáng tiếc lắm vậy, chi bằng cất vào kho để dùng vào việc nước". Bà phê phán gắt gao kẻ dựa vào quyền thế gia tộc của bà để cầu vinh, hoặc che chở kẻ phạm pháp. Bà cũng bảo vua Tự Đức rằng: "người trong dòng họ chớ lo việc không được làm quan, phải chuyên cần học hỏi, thi đậu vẻ vang gia tộc; chỉ lo là bất tài mà thôi. Ngoài ra, kẻ làm điều trái phép, Hoàng đế nên triệu về kinh, nghiêm trị để làm gương cho người ta biết".
Song song đó, bà rất trân trọng các quan trung thần, muốn có nhiều người như Võ Trọng Bình thanh liêm, Phạm Phú Thứ thẳng thắn và Nguyễn Tri Phương công trung cần cán không từ việc mệt nhọc. Bà nói: "nếu được nhiều người như vậy, đặt ra mỗi tỉnh một người thì việc nước, việc dân được bổ ích rất nhiều, mà vua cũng khỏi lo nhọc ngày đêm, ngặt vì còn có những tham quan bóc lột của dân không chán, mà lại không biết hối cải. Những của bất nghĩa không được tồn tại, được vài đời đã khánh tận, sau con cháu cùng khổ, thiên hạ chê cười, chi bằng làm điều nhân nghĩa, lưu truyền phước trạch lâu dài"... 

### Ảnh hưởng lên vua Tự Đức
Theo sách Từ Dụ Hoàng thái hậu truyện, đích thân vua Tự Đức kể lại rằng khi bé ông có một bà vú nuôi, đến năm 3 tuổi nhân một dịp vua bị bệnh tả; bà đã tranh cãi với bà vú ấy và cuối cùng đuổi đi không cho làm vú nửa. Từ sau dạo ấy bà đích thân chăm sóc cho con trai. Mãi về sau khi Tự Đức đã trưởng thành, bà vẫn còn cấm người vú ấy tới thăm nhà vua. Về sau vua xin phép cho bà vú một chức nữ quan, khuyên mãi bà Thái hậu mới bằng lòng cho. Về việc này, một nhà nghiên cứu cho rằng đó là do bản tính độc chiếm của bà, và rằng bà ghen với người vú nuôi ấy, không muốn con trai mình san sẽ tình cảm cho bất cứ ai khác ngoài bản thân.
Bà quản giáo con trai rất nghiêm khắc, khi Tự Đức còn nhỏ mà mỗi khi lười học hoặc ăn nói không đúng phép tắc, bà đều đánh đòn rất nặng, sau đó lại vào trong mùng ngồi khóc một mình.
Theo sách Việt Nam sử lược của Trần Trọng Kim ghi nhận, bà Từ Dụ thuộc nhiều sử sách mà biết việc đời cũng rộng. Vua Tự Đức hay vào chầu thăm bà, khi bà nói câu chi hay, thì ngài biên ngay vào một quyển giấy gọi là "Từ Huấn Lục". Theo Đại Nam thực lục, khi mỗi vua đến cung của bà thì sửa mình nín hơi, rồi quỳ xuống hỏi thăm sức khỏe, rồi lại bàn luận sách vở, cùng phân tích những nhân vật xưa nay, trò chuyện đến 4 - 5 khắc chưa từng trễ nãi.
Trần Trọng Kim cũng kể lại một câu chuyện mà về sau trở thành điển tích Tự Đức dâng roi khá nổi tiếng
Một hôm rảnh việc nước, ngài ngự bắn tại rừng Thuận Trực, gặp phải khi nước lụt. Còn hai ngày nữa thì có kị đức Hiến Tổ, mà ngài chưa ngự về. Đức Từ Dụ nóng ruột, sai quan đại thần là Nguyễn Tri Phương đi rước. Nguyễn Tri Phương đi được nửa đường, vừa gặp thuyền ngự đương chèo lên, mà nước thì chảy mạnh, thuyền không đi mau được. Gần tối thuyền ngự mới tới bến. Khi ấy trời đang mưa, mà ngài vội vàng lên kiệu trần đi thẳng sang cung, lạy xin chịu tội. Đức Từ Dụ ngồi xoay mặt vào màn, chẳng nói chẳng rằng chi cả. Ngài lấy một cây roi mây, dâng lên để trên ghế trát kỷ rồi ngài nằm xuống xin chịu đòn. Cách một hồi lâu, đức Từ Dụ xoay mặt ra lấy tay hất cái roi mà ban rằng: "Thôi, tha cho! Đi chơi để cho quan quân cực khổ thì phải ban thưởng cho người ta, rồi sớm mai đi hầu kị".
Ngài lạy tạ lui về, nội đêm đó ngài phê thưởng cho các quan quân đi hầu ngự... 
Ảnh hưởng của bà lên vua Tự Đức rất lớn. Qua các tác phẩm của Tự Ðức, nhà vua hết sức tán tụng mẹ, coi mẹ là trời, là thầy như trong bài thơ chúc thọ
| “        | Nuôi con ăn mẹ vậy, dạy con học cũng mẹ vậy; mẹ là thầy vậy. Sinh con ra mẹ vậy, hiểu lòng con cũng mẹ vậy, mẹ là trời vậy. | ” |
| — Tự Đức | |   |

### Đặt tên bệnh viện và đường phố
Bởi những đức tính tốt đẹp vừa dẫn trên, người ta đã chọn tên bà để đặt cho một bệnh viện phụ sản, Bệnh viện Từ Dũ, tại Thành phố Hồ Chí Minh.
Trước năm 1975, tại thị xã Gò Công thuộc tỉnh Gò Công cũ (nay là tỉnh Tiền Giang), tên bà được đặt cho một đại lộ lớn ở ngay khu vực trung tâm thị xã: đại lộ Từ Dũ. Sau năm 1975, đại lộ này đã bị đổi tên thành đường Lý Tự Trọng cho đến ngày nay. Tuy nhiên, hiện nay tại đây cũng có đường Từ Dũ là một phần Quốc lộ 50 chạy qua vùng ngoại ô ở phía bắc thành phố theo hướng về Thành phố Hồ Chí Minh.

## Đánh giá

### Tích cực
Học giả Vương Hồng Sển có lời tán dương Thái hậu Từ Dụ và so sánh bà hơn hẳn các vị nữ chúa thời cận địa ở phương Tây như Elizabeth I của Anh, Yekaterina II của Nga hay Từ Hy thái hậu của Trung Quốc
| “                | Nước Nga có hoàng hậu Catherine II la Grande de Russie (1729 - 1796), nước Anh có hậu Elisabeth Ière (1533 - 1603), Thanh triều Trung Quốc có Từ Hi thái hậu, cả thẩy đều có tai tiếng nhưng tai nhiều hơn tiếng, nước Nam ta có bà Từ Dũ thái hậu thanh danh lưu hậu thế, tiếng có mà tai không, thiệt là hiếm lạ | ” |
| — Vương Hồng Sển | |   |

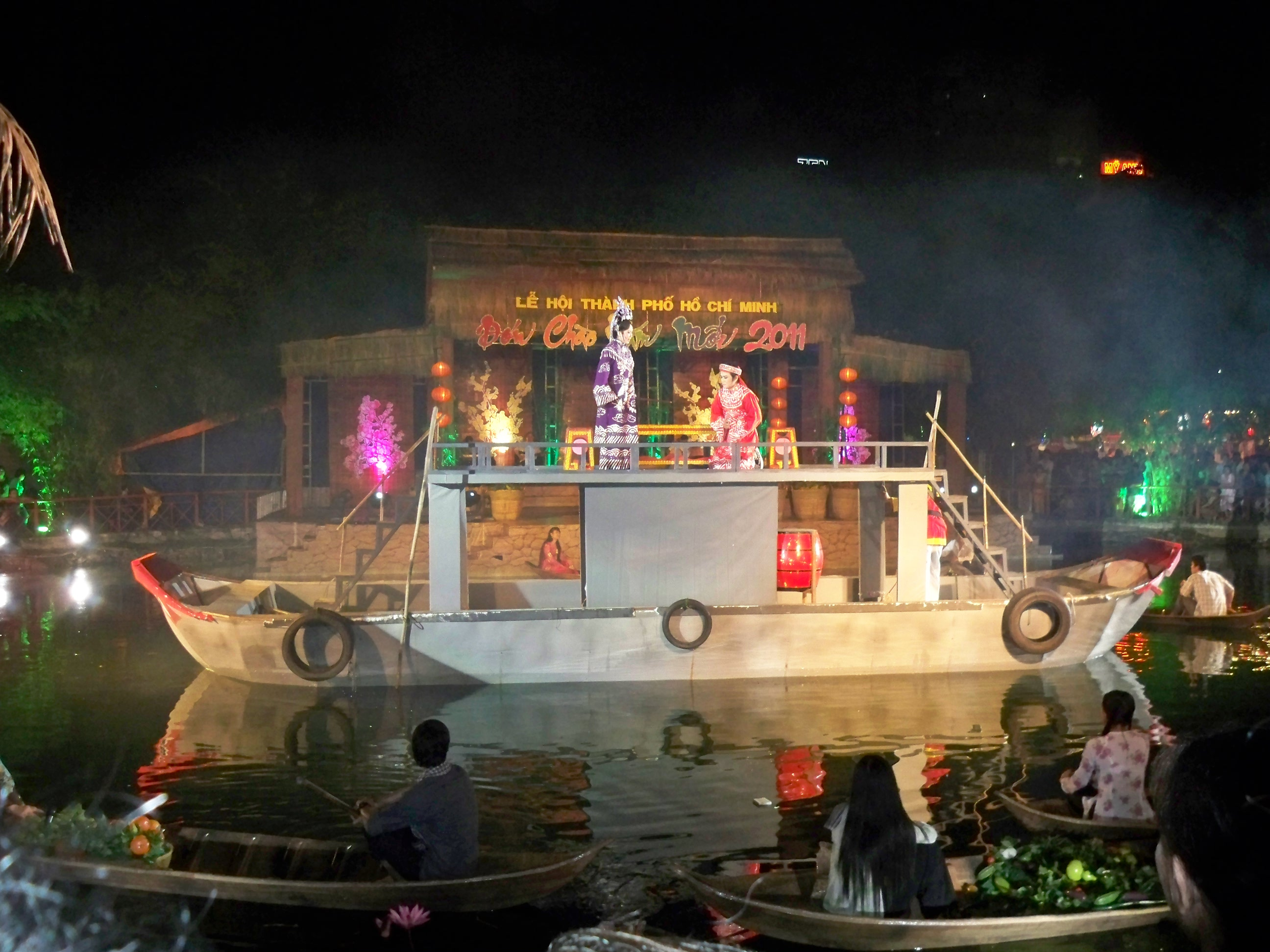
Trích đoạn cải lương Tự Đức dâng roi Từ Dụ - màn trình diễn cải lương trên chợ nổi tại lễ hội ẩm thực thế giới 2010

Ở Gò Công hiện còn lưu truyền mấy câu thơ ca ngợi bà:
Trời xanh quốc mẫu nết na hiền,
Thuở tuổi mười hai đã tự nhiên.
Giồng lệ thủy tượng trưng thánh chúa,
Gò Sơn Qui triệu ứng thiên duyên .
Và:
Lệ thủy trình trường thụy,
Quy khâu trúc phúc cơ.
Tạm dịch:
Nước đẹp dâng điềm lành,
Gò Rùa xây nền phúc.

### Tiêu cực
Phan Bội Châu, một nhân vật sống cách thời Tự Ðức không xa đã ghi nhận được nguồn dư luận đương thời đối với Từ Dụ Hoàng thái hậu và ông đã công phẫn trình bày trong cuốn "Việt Nam vong quốc sử" như sau:
| “               | Trong nước lúc bấy giờ lại có bà Thái hậu họ Phạm, mẹ đẻ vua Tự Ðức, đã ngu lại tham, mọi việc triều chính sẽ đều can dự vào. Trong khi đó vua Tự Ðức bất kể việc gì cũng phải hỏi ý kiến Thái hậu rồi mới dám thi hành. Biết vậy, Nguyễn Văn Tường thường lấy những vật quý người Pháp hối lộ, đem hiến cho Thái hậu để tìm cách lung lạc. Thật là một bà u mê, một tên gian tặc cấu kết lộng quyền trong ngoài, làm đảo điên chính sự quốc gia, các bậc chính nhân quân tử lần lượt bị hãm hại, có kẻ bị chết chém có người bị cách chức về quê. | ” |
| — Phan Bội Châu | |   |

Phan Bội Châu cũng quy trách nhiệm cho mẹ con bà và vua Tự Đức, kết tội họ là giặc của nước
| “               | Còn một người nữa thì là một mẹ một con thuộc bản triều, vì ham sống yên phận mà đem cả ba thứ nói trên dâng cho lũ giặc. Thật là một tên giặc đầu sỏ lớn của nước ta. | ” |
| — Phan Bội Châu | |   |

Nhà nghiên cứu Hồ Bạch Thảo bình luận về chủ dụ tôn phong vua Đồng Khánh, phủi bỏ vua Hàm Nghi và "tỏ lòng biết ơn công lao tái tạo hoàng triều của người Pháp" của bà là "không có tâm hồn yêu nước"
| “              | Sau khi Tự Ðức mất, Từ Dụ lúc này đã trên 70 tuổi, cái tuổi mà con người ta có quyền gác bỏ thế sự, thì một lần nữa bà lại dấn thân vào việc chính trị. Nguyên sau khi quân ta tấn công vào đồn Mang Cá bị thất bại, xa giá phải bôn ba ra Quảng Trị; tới đây bà nhất quyết đòi trở về Huế. Rồi bà xuống dụ cho người gọi Hàm Nghi từ chiến khu về, nhưng vua không nghe lời. Tháng 8 năm Ất Dậu bà ban đạo dụ khác tấn phong Hoàng tử Ưng Kỳ lên làm vua, lấy niên hiệu là Ðồng Khánh; nội dung đạo dụ hoàn toàn đề cao người Pháp và kết tội phe chủ chiến Tôn Thất Thuyết là nghịch thần. Chắc chắn khi làm công việc trên, bà chịu áp lực mạnh của ngọai bang. Tuy nhiên nếu bà là một người có tâm hồn yêu nước, thì sẽ vui lòng cùng vua Hàm Nghi ra chiến khu Tân Sở; hoặc vì già yếu muốn trở về Huế tĩnh dưỡng, thì cũng nên lấy cớ già yếu và lý do phụ nữ Việt Nam không quen can dự vào việc triều đình để từ chối việc hợp tác với Pháp, có như vậy bà mới tránh khỏi vết nhơ trong lịch sử. | ” |
| — Hồ Bạch Thảo | |   |

Nhà nghiên cứu này cũng cho rằng, quan điểm chính trị của bà Từ Dụ rất cạn hẹp, chỉ cầu sự an toàn cho hai mẹ con và triều đình Huế, hơn là nền độc lập của nước Việt Nam. Nên việc vua Tự Ðức đã lầm vào chữ "hoà" của người Pháp, phần lớn do bà ảnh hưởng.

## Cách gọi Từ Dũ
Sách Đại Nam Thực lục Chính biên, trong Thực lục về Tự Đức đã ghi rõ: Con thứ hai vua Hiến Tổ Chương hoàng đế...mẹ là Từ Dụ, Bác huệ Khang thọ Thái hoàng Thái hậu....
Trên website Việt Nam gia phả ghi:
Đúng ra tên hiệu của bà là Từ Dụ, theo nghĩa chữ Hán là "nhân từ" và "độ lượng". Nhưng về sau, không hiểu do một sự lầm lẫn nào đó, người ta viết chữ "Dụ" thành "Dũ" và trở thành thói quen không thay đổi...
Trong Sài Gòn vang bóng cũng đã nói rõ sự lầm lẫn này, cuối cùng tác giả đề nghị: Dù sai một dấu, hai chữ khác nhau cả chữ lẫn nghĩa, vì chữ Hán viết "dụ" và "dũ" khác nhau. Khi phát âm, có thể sao cũng được, nhưng khi viết chúng ta phải viết cho đúng. 
Các tài liệu dẫn trên đều quy kết cách đọc dũ ắt hẳn phải đề cập tới một Hán tự khác. Tuy nhiên, theo hai cuốn Từ điển Việt - Pháp của Jean Bonet và J.F.M. Génibrel soạn, dủ hoặc dũ là cách viết chữ quốc ngữ khác của 裕. Việc dùng dũ hoặc dụ lẫn lộn là điều cũng xảy ra ở chữ 誘, phiên âm phục dựng trong tiếng Hán Trung Cổ là /jɨuX/, cách đọc Hán - Việt mong đợi là dũ nhưng lại được viết là dụ.

## Trong văn hóa đại chúng
| Năm  | Tác Phẩm        | Diễn Viên | Nhân Vật         |
| 2020 | 《Phượng khấu》 | Hồng Đào  | Phạm Hiệu Nguyệt |

Trong trích đoạn cải lương "Tự Đức dâng roi", hình tượng thái hậu Từ Dụ được nhiều nghệ sĩ thể hiện như NSƯT Thoại Mỹ, NSƯT Phượng Hằng, NSƯT Tú Sương, Ngọc Đáng...
| Tiểu thuyết     | Tác giả       | Nhân vật       |
| --------------- | ------------- | -------------- |
| Hoa Rơi Đại Nội |               | Phạm Hạ Nguyệt |
| Từ Dụ Thái hậu  | Trần Thùy Mai | Phạm Thị Hằng  |

Trong cuốn Paris By Night 129 - DYNASTY do Trung tâm Thúy Nga thực hiện trong hai ngày 29 và 30 tháng 6 năm 2019, nữ Ca sĩ Như Quỳnh đã trình diễn nhạc phẩm "Cung Sầu Gia Thọ", một sáng tác của nhạc sỹ Thái Thịnh viết về cuộc đời của Đức Từ Dụ Thái hậu.

## Sách tham khảo
- Nguyễn Q. Thắng & Nguyễn Bá Thế, Từ điển nhân vật lịch sử Việt Nam, Nhà xuất bản KHXH, 1992, tr. 762.
- Trịnh Vân Thanh, Thành ngữ điển tích danh nhân từ điển, Nhà xuất bản Hồn Thiêng, Sài Gòn, tập 2, tr. 1262.
- Huỳnh Minh, Gò Công xưa, Nhà xuất bản Thanh Niên, 2001, tr. 102-110.
- Phan Thứ Lang, Sài Gòn vang bóng, Nhà xuất bản Thành phố Hồ Chí Minh, 2001, tr. 178-186.
- Génibrel, J.F.M. (1898). Dictionnaire Annamite-Français (大越國音漢字法釋集成). Saigon (Ho Chi Minh City): Imprimerie de La Mission à Tân Định.
- Bonet, Jean (1899). Dictionnaire Annamite-Français: Langue officielle et langue vulgaire (大南國音字彙合解大法國音). Paris: Imprimerie nationale.
- LN Lưu. Văn bia chùa Thiên Mụ. Tạp chí Nghiên cứu và Phát triển, 2017, số 9 (143).
- Quốc sử quán triều Nguyễn (2006), Đại Nam thực lục chính biên tập 8, Nhà Xuất bản Giáo dục, bản điện tử.
- Quốc sử quán triều Nguyễn, Đại Nam Thực Lục Chính Biên Đệ Lục Kỷ Phụ Biên (quyển 13). Nhà Xuất bản Văn Hóa - Văn Nghệ, 2012.
- Nguyễn Liên Phong (1913), Từ Dủ Hoàng Thái Hậu Truyện, Nhà xuất bản Sài Gòn.
- Phan Bội Châu (1969), Việt Nam vong quốc sử, Nhà xuất bản Tao Đàn
- Chương Thâu, Trần Văn Giàu (2001), Phan Bội Châu toàn tập, tập 1, Nhà xuất bản Thuận Hoá